# Distrikt Santiago de Pupuja
Der Distrikt Santiago de Pupuja liegt in der Provinz Azángaro in der Region Puno in Südost-Peru. Der Distrikt wurde am 2. Mai 1854 gegründet. Er besitzt eine Fläche von 319 km². Beim Zensus 2017 wurden 4725 Einwohner gezählt. Im Jahr 1993 betrug die Einwohnerzahl 7183, im Jahr 2007 5792. Sitz der Distriktverwaltung ist die 3860 m hoch gelegene Ortschaft Santiago de Pupuja mit 171 Einwohnern (Stand 2017). Santiago de Pupuja befindet sich 18 km südsüdwestlich der Provinzhauptstadt Azángaro.

## Geographische Lage
Der Distrikt Santiago de Pupuja befindet sich im Andenhochland im Südwesten der Provinz Azángaro. Der Distrikt wird im Westen vom Río Pucará und im Osten vom Río Ramis (auch Río Azángaro) begrenzt. Beide Flüsse strömen nach Süden.
Der Distrikt Santiago de Pupuja grenzt im Süden an die Distrikte Achaya und Nicasio (Provinz Lampa), im Südwesten an den Pucará (ebenfalls in der Provinz Lampa), im Nordwesten an den Distrikt José Domingo Choquehuanca, im Norden an den Distrikt Azángaro sowie im Osten an die Distrikte San Juan de Salinas und Arapa.

## Ortschaften
Im Distrikt gibt es neben dem Hauptort folgende größere Ortschaften:
- Ipacuni (210 Einwohner)
- Lallahua Pacchapata (313 Einwohner)
- Mataro Chico (266 Einwohner)
- Mercedes (233 Einwohner)
- Tuturcuyo

## Sehenswürdigkeiten
Die für den Ort namensgebende, dem hl. Santiago de Compostela geweihte, 1767/1770 vollendete Pfarrkirche ist ein Meisterwerk des Mestizo-Barock.